# Histoire contemporaine (Anatole France)
Pour la période historique, voir Histoire contemporaine.
L’Histoire contemporaine est une tétralogie d'Anatole France parue chez l'éditeur Calmann-Lévy entre 1897 et 1901. Elle comprend :
- I. L'Orme du mail (1897) ;
- II. Le Mannequin d'osier (1897) ;
- III. L'Anneau d'améthyste (1899) ;
- IV. Monsieur Bergeret à Paris (1901).

## Parution
Histoire contemporaine est d'abord parue sous la forme de feuilletons dans la Revue de Paris, l'Echo de Paris et le Figaro. Les premiers feuilletons étaient intitulés Nouvelles ecclésiastiques. Anatole France ne reprit pas dans les romans l'ensemble de ces feuilletons ; certains furent édités à part, comme L'Affaire Crainquebille, qui devint Crainquebille.

## Style et ton de l'œuvre
Anatole France met son style ironique et spirituel au service de l'anticléricalisme de l'époque. Mais l'œuvre s'apparente également en de nombreux passages à un dialogue philosophique, genre qu'affectionnait l'auteur. L'Histoire contemporaine est également réputée pour ses épisodes graveleux écrits dans un style dont on a pu dire qu'il suggérait les gauloiseries les plus osées, sans employer un seul mot obscène.

## Histoire
Autour d'un universitaire, dans une ville non identifiée qui est une synthèse des villes de province, une tétralogie satirique de la société française sous la Troisième république, du boulangisme au début du XXe siècle.
Le premier volume est pour une bonne part un récit d'intrigues ecclésiastiques, avant même que Lucien Bergeret n'apparaisse vers le milieu du roman. Le personnage, son existence domestique et intellectuelle médiocre, deviennent alors le centre du récit du deuxième volume. Volubile et érudit, exprimant des idées pessimistes et amères sur les hommes et leur histoire, M. Bergeret discute de tout sujet (la justice, la peine de mort, les gouvernements, les scandales financiers, etc.) chez son libraire préféré, fuyant les tracas d'un mariage malheureux. Il est une version moderne de Jérôme Coignard, prêtre bavard et érudit, qui fréquentait lui aussi les libraires.

## Citations
« — Monsieur l'abbé, je vais vous dire une grande vérité :
tant que l'État se contente des ressources que lui fournissent
les pauvres, tant qu'il a assez des subsides que lui assurent,
avec une régularité mécanique, ceux qui travaillent de leurs
mains, il vit heureux, tranquille, honoré ; les économistes et
les financiers se plaisent à reconnaître sa probité ; mais,
dès que ce malheureux État, pressé par le besoin, fait mine
de demander de l'argent à ceux qui en ont, et de tirer des
riches quelque faible contribution, on lui fait sentir qu'il
commet un odieux attentat, viole tous les droits, manque de
respect à la chose sacrée, détruit le commerce et l'industrie,
et écrase les pauvres en touchant aux riches. On ne lui cache
pas qu'il se déshonore. » L'Orme du mail - XIII
« — Tous les partis qui se trouvent exclus du gouvernement réclament la liberté parce qu'elle fortifie l'opposition et affaiblit le pouvoir. Pour cette même raison, le parti qui gouverne retranche autant qu'il peut sur la liberté. Et il fait, au nom du peuple souverain, les lois les plus tyranniques. Car il n'y a point de charte qui garantisse la liberté contre les entreprises de la souveraineté nationale. Le despotisme démocratique n'a point de bornes en théorie. Dans le fait et à ne considérer que le temps présent, je reconnais qu'il est médiocre. » Le Mannequin d’osier - XVII
« —  Ne croyez-vous pas, dit M. Leterrier, qu‘il y a dans la vérité une force qui la rend invincible, et assure, pour une heure plus ou moins prochaine, son triomphe définitif ? Je pense tout au contraire que la vérité est le plus souvent exposée à périr obscurément sous le mépris ou l’injure. La vérité a sur le mensonge des caractères d’infériorité qui la condamnent a disparaitre. D’abord, elle est une… le mensonge étant multiple, elle a contre elle le nombre. Ce n’est point son seul défaut. Elle est inerte. Elle n’est pas susceptible de modifications ; elle ne se prête pas aux combinaisons qui pourraient la faire entrer aisément dans l’intelligence ou dans les passions des hommes. Le mensonge, au contraire, a des ressources merveilleuses. Il est ductile, il est plastique. Et, de plus (ne craignons point de le dire), il est naturel et moral. Il est naturel comme le produit ordinaire du mécanisme des sens, source et réservoir d’illusions ; il est moral en ce qu’il s’accorde avec les habitudes des hommes qui, vivant en commun, ont fondé leur idée du bien et du mal, leurs lois divines et humaines, sur les interprétations les plus anciennes, les plus saintes, les plus absurdes, les plus augustes, les plus barbares et les plus fausses des phénomènes naturels. Le mensonge est le principe de toute vertu et de toute beauté chez les hommes. Jamais la vérité n’entame beaucoup le mensonge. les vérités scientifiques qui entrent dans les foules s’y enfoncent comme dans un marécage, s’y noient, n’éclatent point et sont sans force pour détruire les erreurs et les préjuges.
Les vérités de laboratoire, qui exercent sur vous et sur moi, monsieur, une puissance souveraine, n’ont point d’empire sur la masse du peuple. Je n’en citerai qu’un exemple. Le système de Copernic et de Galilée est absolument inconciliable avec la physique chrétienne. 
... Les vérités scientifiques ne sont pas sympathiques au vulgaire. Les peuples, monsieur, vivent de mythologie. Ils tirent de la fable toutes les notions dont ils ont besoin pour vivre. Il ne leur en faut pas beaucoup ; et quelques simples mensonges suffisent a dorer des millions d’existences. Bref la vérité n’a point de prise sur les hommes. Et il serait fâcheux qu’elle en eut, car elle est contraire a leur génie comme a leurs intérêts. » L'Anneau d’améthyste - VII

## Anecdotes
La citation : « Ne sois pas de mauvaise foi : tu sais que nous n'en avons pas, de politique extérieure, et que nous ne pouvons pas en avoir. » (dans Le Mannequin d'osier) est inscrite sur la couverture de l'essai Kiel et Tanger (1910) de Charles Maurras.

## Filmographie
Téléfilms
- 1981 : Histoire contemporaine de Michel Boisrond, avec Claude Piéplu dans le rôle de Monsieur Bergeret (série de 4 téléfilms).

## Consulter les livres
- [DjVu] L’Orme du mail, 55e éd., Paris, C. Lévy, 1899 : fichier DjVu de cette édition (consulter l'index).
- Le mannequin d'osier, sur Gallica (BNF)
- L'anneau d'améthyste, sur Gallica (BNF)
- Monsieur Bergeret à Paris, sur Wikisource

La préface de François Taillandier à l'édition de poche  parue en 2004 à La Table Ronde, (Collection "La petite Vermillon"  (ISBN 2-7103-2663-9 et 978-2-7103-2663-2)) situe cette œuvre majeure dans son époque et s'interroge sur la relative — et injuste — désaffection à son égard.